# Takase-gawa (Kyoto)
Ne doit pas être confondu avec Takase-gawa.
La rivière Takase (高瀬川, Takase-gawa) est un canal de la ville de Kyoto au Japon.

## Géographie
Le canal débute à proximité de l'intersection Nijo-Kiyamachi à l'ouest de la rivière Kamo-gawa dans l'arrondissement de Nakagyō-ku. L'eau du canal a pour origine la rivière Misosogi (みそそぎ川) qui longe la rivière Kamo-gawa. Le canal coule vers le sud jusqu'à rejoindre la Kamo-gawa entre les ponts Kujo et Jūjō,.
Il reprend alors sa course à l'est de la Kamo-gawa sous le nom de Higashi Takase Gawa (東高瀬川, Higashi Takase Gawa), et se dirige vers le sud, traversant l'arrondissement de Fushimi jusqu'à finir sa course dans la rivière Uji-gawa.

## Histoire
La construction du canal a été initiée en 1611 par Suminokura Ryōi, un marchand de la période d'Edo, et son fils Soan, afin de faciliter le transport de marchandises jusqu'au centre de Kyoto. En effet, si le fleuve Yodo-gawa permettait alors d'acheminer des biens depuis Osaka jusqu'à Fushimi, les marchandises devaient ensuite être transportées par voie terrestre. La construction est achevée en 1614,,.
Pendant plus de trois cents ans, la rivière Takase a ainsi facilité le transport de marchandises. À la suite du développement des chemins de fer, elle perd peu à peu de son utilité, et cesse d'être utilisée après 1920,.

### Origine du nom

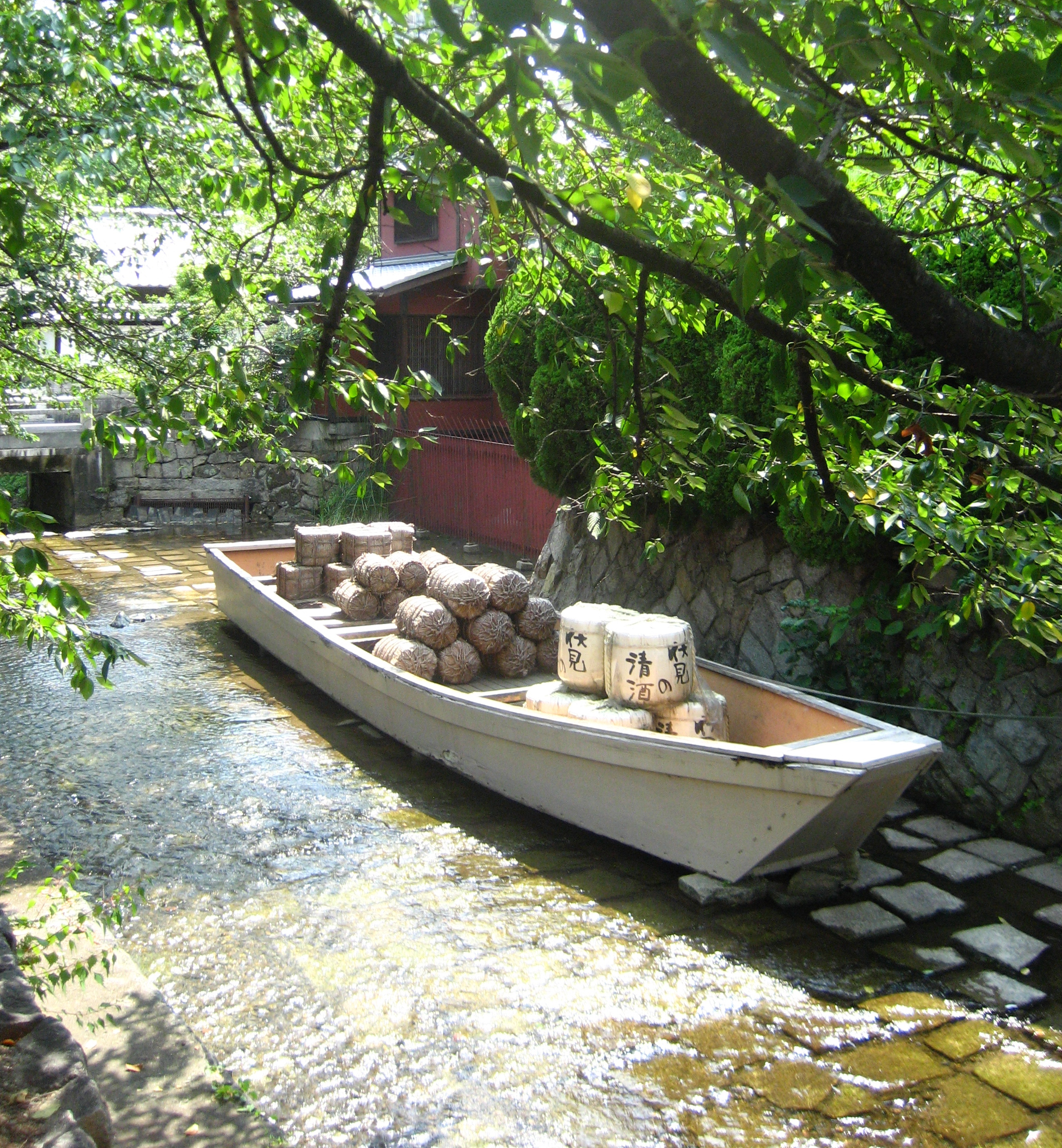
Un takase bune

Le nom du canal a pour origine les bateaux à fond plat alors utilisés pour le transport fluvial au Japon (takase bune (ja)). Il était également appelé Suminokura-gawa (角倉川, Suminokura gawa).

## De nos jours
Aujourd'hui, le canal Takase n'est plus utilisé à fin de transport de biens. La municipalité de Kyoto est chargée de son entretien,.
La partie nord du canal traverse Ponto-chō, l'un des principaux quartiers de divertissement de Kyoto, et fait partie intégrante du paysage urbain.
Lors de la floraison des cerisiers, les alentours du canal constituent alors un  site célèbre pour hanami.
La partie sud du canal n'est maintenant plus reliée à la Kamo-gawa.